# Politechniczna
Politechniczna – łódzkie osiedle mieszkaniowe, zlokalizowane w dzielnicy Polesie jako element Systemu Informacji Miejskiej, będący jednocześnie niewyodrębnionym fragmentem osiedla administracyjnego Stare Polesie.

## Skład osiedla
Osiedle Politechniczna składa się głównie z wydziałów oraz akademików Politechniki Łódzkiej, od niej biorąc swoją nazwę. Pozostałą część osiedla wypełniają obiekty mieszkalne, handlowo-usługowe i przedsiębiorstwa. Osią osiedla są aleje Politechniki. 

## Historia
Osiedle zostało nazwane z racji dominowania w nim budynków Politechniki Łódzkiej, która powstała w 1945 roku.  
W 1946 roku plenery Parku Poniatowskiego na terenie obecnej Politechnicznej (oraz m.in. terenach innego łódzkiego osiedla - Mani) posłużyły za tło w filmie Zakazane piosenki. 

## Granice osiedla
- na północy: Trasa W-Z (aleja Adama Mickiewicza)
- na wschodzie: ulica Wólczańska
- na południu: ulica gen. Walerego Wróblewskiego
- na zachodzie: tory linii kolejowej nr 25

## Ważne obiekty na terenie osiedla

### Edukacyjno-naukowe:
- Politechnika Łódzka, wraz z administracją, wydziałami, obiektami badawczo-dydaktycznymi, zabytkami i domami akademickimi
- Centrum Kształcenia Zawodowego i Ustawicznego w Łodzi
- Okręgowa Rada Adwokacka w Łodzi
- Biblioteka Publiczna Miejska, filia Łódź-Polesie
- Społeczna Szkoła Podstawowa Towarzystwa Oświatowego "Edukacja" im. księcia J. Poniatowskiego

### Mieszkaniowe:
- osiedle Nowa Przędzalnia
- osiedle Central Park

### Sakralne:
- Parafia Ewangelicko-Reformowana w Łodzi
- starokatolicka Kaplica św. Krzyża

### Handlowe:
- Centrum Handlowe "Pasaż Łódzki"
- Centrum Handlowo-Rozrywkowe "Nowa Sukcesja"

### Sportowe:
- Hala Sportowa MOSiR
- Lodowisko "Bombonierka”
- Zatoka Sportu i Centrum Sportu PŁ
- Miejski Klub Tenisowy

### Zdrowie:
- Wojewódzki Specjalistyczny Szpital im. Mikołaja Pirogowa w Łodzi
- Wojewódzki Inspektorat Weterynarii

### Noclegowe:
- Hotel Qubus
- Iness Hotel
- Boutique Hostel
- Hostel Readaptacyjny dla Zaleczonych MONAR

### Wystawienniczo-konferencyjne:
- Hala EXPO, wchodząca w skład dawnego kompleksu Międzynarodowych Targów Łódzkich
- Centrum Biznesowe "Synergia"

### Parkowe:
- Park im. ks. J. Poniatowskiego
- Park im. ks. Michała Klepacza
- dąb Fabrykant

### Produkcyjne:
- dawna drukarnia Polska Press, wraz z siedzibami Dziennika Łódzkiego i Expressu Ilustrowanego
- Zakład Aparatury Elektrycznej "Woltan"

### Zabytkowe i historyczne:
- Willa Léona Allarta
- wille Józefa i Reinholda Richterów
- Willa Oskara Schweikerta
- Fabryka Léona Allarta, znana później jako Polmerino (nieistniejąca, obecnie osiedle Nowa Przędzalnia)
- Manufaktura Bawełniana Gampe i Albrecht, znana później jako Zakłady Przemysłu Bawełnianego "Maltex" (obecnie centrum Nowa Sukcesja)
- dawna Fabryka Karola Scheiblera "Tivoli", wraz z famułami mieszkalnymi
- dawna Fabryka Zygmunta Richtera
- Rzeźnia Miejska w Łodzi (nieistniejąca, obecnie CH Pasaż Łódzki)
- pierwsza siedziba Radia Łódź przy ul. Inżynierskiej (nieistniejąca)
- dworzec Łódź Kaliska Towarowa (nieczynna)

## Komunikacja miejska
Przez środek osiedla przebiegają następujące linie MPK:
- 15 (Stoki – Chojny Kurczaki)
- 16 (Kochanówka – Chojny Kurczaki)
- 17 (Telefoniczna Zajezdnia – Chocianowice IKEA)
- 55 (Dw. Łódź Dąbrowa – Retkinia Kusocińskiego)
- 72A / 72B (Janów – Huta Jagodnica)
- 77 (Stare Rokicie – Dw. Łódź Fabryczna)
- N4A / N4B (nocny) (Stoki Skalna – Chocianowice IKEA / Pabianice Dworzec PKP)
- N7A / N7B (nocny) (Retkinia – Nowosolna / Telefoniczna Zajezdnia)